# Memphis Open 2016
Il Memphis Open 2016 (precedentemente noto come U.S. National Indoor Tennis Championships) è stato un torneo di tennis che si è giocato sul cemento indoor presso il Racquet Club di Memphis, nel Tennessee. È stata la 115ª edizione del torneo. Il Memphis Open fa parte della categoria ATP World Tour 250 series nell'ambito dell'ATP World Tour 2016. Il torneo si è giocato fra l'8 e il 14 febbraio 2016.

## Partecipanti

### Teste di serie
| Nazionalità          | Giocatore     | Ranking* | Testa di serie |
| -------------------- | ------------- | -------- | -------------- |
| Giappone             | Kei Nishikori | 5        | 1              |
| Stati Uniti          | Steve Johnson | 30       | 2              |
| Stati Uniti          | Donald Young  | 48       | 3              |
| Stati Uniti          | Sam Querrey   | 60       | 4              |
| Stati Uniti          | Denis Kudla   | 62       | 5              |
| Australia            | Samuel Groth  | 77       | 6              |
| Australia            | John Millman  | 78       | 7              |
| Bosnia ed Erzegovina | Damir Džumhur | 79       | 8              |

* Ranking al 1 febbraio 2016.

### Altri partecipanti
I seguenti giocatori hanno ricevuto una wild-card per il tabellone principale:
- Taylor Fritz
- Tommy Paul
- Frances Tiafoe

I seguenti giocatori sono entrati nel tabellone principale passando dalle qualificazioni:

- Jared Donaldson
- Henri Laaksonen
- Michael Mmoh
- Yoshihito Nishioka

## Campioni

### Singolare
Kei Nishikori ha sconfitto in finale  Taylor Fritz per 6–4, 6–4.
- È l'undicesimo titolo in carriera per Nishikori, il primo della stagione e quarto consecutivo a Memphis.

### Doppio
Mariusz Fyrstenberg /  Santiago González hanno sconfitto in finale  Steve Johnson /  Sam Querrey per 6–4, 6–4.